# Tera van Beilen
Tera van Beilen (Mississauga, 30 marzo 1993) è una nuotatrice canadese.

## Palmarès
| Anno | Manifestazione            | Sede      | Evento       | Risultato | Prestazione | Note |
| ---- | ------------------------- | --------- | ------------ | --------- | ----------- | ---- |
| 2010 | Giochi olimpici giovanili | Singapore | 100m rana    | Oro       | 1'08"95     |      |
| 2010 | Giochi olimpici giovanili | Singapore | 200m rana    | Argento   | 2'29"39     |      |
| 2010 | Giochi olimpici giovanili | Singapore | 4x100m sl    | Bronzo    | 3'51"81     |      |
| 2011 | Universiade               | Shenzen   | 50m rana     | Argento   | 31"45       |      |
| 2011 | Universiade               | Shenzen   | 100m rana    | Argento   | 1'08"24     |      |
| 2012 | Giochi olimpici           | Londra    | 100m rana    | 9ª (sf)   | 1'07"48     |      |
| 2012 | Giochi olimpici           | Londra    | 200m rana    | 21ª (q)   | 2'27"70     |      |
| 2012 | Giochi olimpici           | Londra    | 4x100m misti | 12ª (q)   | 4'02"71     |      |
| 2015 | Giochi del Commonwealth   | Glasgow   | 4x100m misti | Bronzo    | 4'00"57     |      |
| 2016 | Giochi panamericani       | Toronto   | 4x100m misti | Argento   | 3'58"51     |      |